# Придо, Брэндон
Брэ́ндон При́до (англ. Brandon Prideaux; 18 августа 1976, Сиэтл, Вашингтон, США) — американский футболист, защитник.

## Биография
В 1994—1997 годах Придо обучался в Вашингтонском университете и играл за университетскую футбольную команду «Вашингтон Хаскиз» в Национальной ассоциации студенческого спорта.
В декабре 1997 года Придо был выбран шоубольной командой «Кливленд Кранч» на любительском драфте NPSL.
24 февраля 1998 года Придо подписал однолетний контракт с опцией продления ещё на один год с клубом Эй-лиги «Сиэтл Саундерс». Его профессиональный дебют состоялся 15 апреля 1998 года в матче стартового тура сезона против «Ориндж Каунти Зодиак». 19 июня 1998 года в матче против «Калифорния Джейгуарз» он забил свой первый гол в профессиональной карьере. Всего в сезоне 1998 сыграл 23 матча, забил два гола и отдал 10 голевых передач. 6 ноября 1998 года Придо подписал с «Сиэтл Саундерс» новый двухлетний контракт с опцией продления ещё на один год.
7 февраля 1999 года на дополнительном драфте MLS Придо был выбран в первом раунде под общим вторым номером клубом «Канзас-Сити Уизардс». В MLS дебютировал 24 апреля 1999 года в матче против «Майами Фьюжн».
17 октября 2000 года Придо был впервые вызван в сборную США, в тренировочный лагерь перед товарищеским матчем со сборной Мексики 25 октября.
11 января 2002 года «Канзас-Сити Уизардс» обменял Брэндона Придо «Ди Си Юнайтед» на Стивена Армстронга. За вашингтонский клуб он дебютировал 23 марта 2002 года в матче стартового тура сезона 2002 против «Лос-Анджелес Гэлакси». 4 октября 2002 года перенёс операцию на правой ноге по установке штифта в стопу для стабилизации хронического стрессового перелома пятой плюсневой кости. 7 января 2005 года Придо подписал новый многолетний контракт с «Ди Си Юнайтед». В июле 2006 года перенёс операцию по восстановлению поврежденного медиального мениска колена.
15 декабря 2006 года Придо был обменян в «Колорадо Рэпидз» на два пика третьего раунда супердрафтов MLS — 2007 и 2008. За денверский клуб дебютировал 7 апреля 2007 года в матче стартового тура сезона 2007 против своего бывшего клуба «Ди Си Юнайтед».
4 марта 2008 года «Колорадо Рэпидз» отчислил Придо, и его выбрал «Чикаго Файр» на драфте отказов MLS. За «Файр» он дебютировал 29 марта 2008 года в матче стартового тура сезона 2008 против «Реал Солт-Лейк». 9 июня 2009 года Брэндон Придо объявил о завершении футбольной карьеры по окончании сезона 2009.
В январе 2010 года Придо вернулся в свою альма-матер — Вашингтонский университет, войдя в тренерский штаб мужской футбольной команды университета в качестве ассистента.

## Достижения
Командные
 «Канзас-Сити Уизардс»
- Чемпион MLS (обладатель Кубка MLS): 2000
- Победитель регулярного чемпионата MLS: 2000

 «Ди Си Юнайтед»
- Чемпион MLS (обладатель Кубка MLS): 2004
- Победитель регулярного чемпионата MLS: 2006